# Andrejová
Andrejová (hongrois : Endrevágása) est un village de Slovaquie situé dans la région de Prešov.

## Histoire
Première mention écrite du village en 1355.

## Démographie

### Évolution de la population
| Année:               | 1994. | 2004.    | 2014.    | 2024.   |
| -------------------- | ----- | -------- | -------- | ------- |
| Nombre de personnes: | 287   | 317      | 371      | 351     |
| Différence:          |       | +10,45 % | +17,03 % | -5,39 % |

| Année:               | 2023. | 2024. |
| -------------------- | ----- | ----- |
| Nombre de personnes: | 351   | 351   |
| Différence:          |       | +0 %  |